# Bahnhof Fulpmes
Der Bahnhof Fulpmes ist der Endbahnhof der Stubaitalbahn und liegt nördlich des Ortszentrums von Fulpmes in Österreich.

## Geschichte

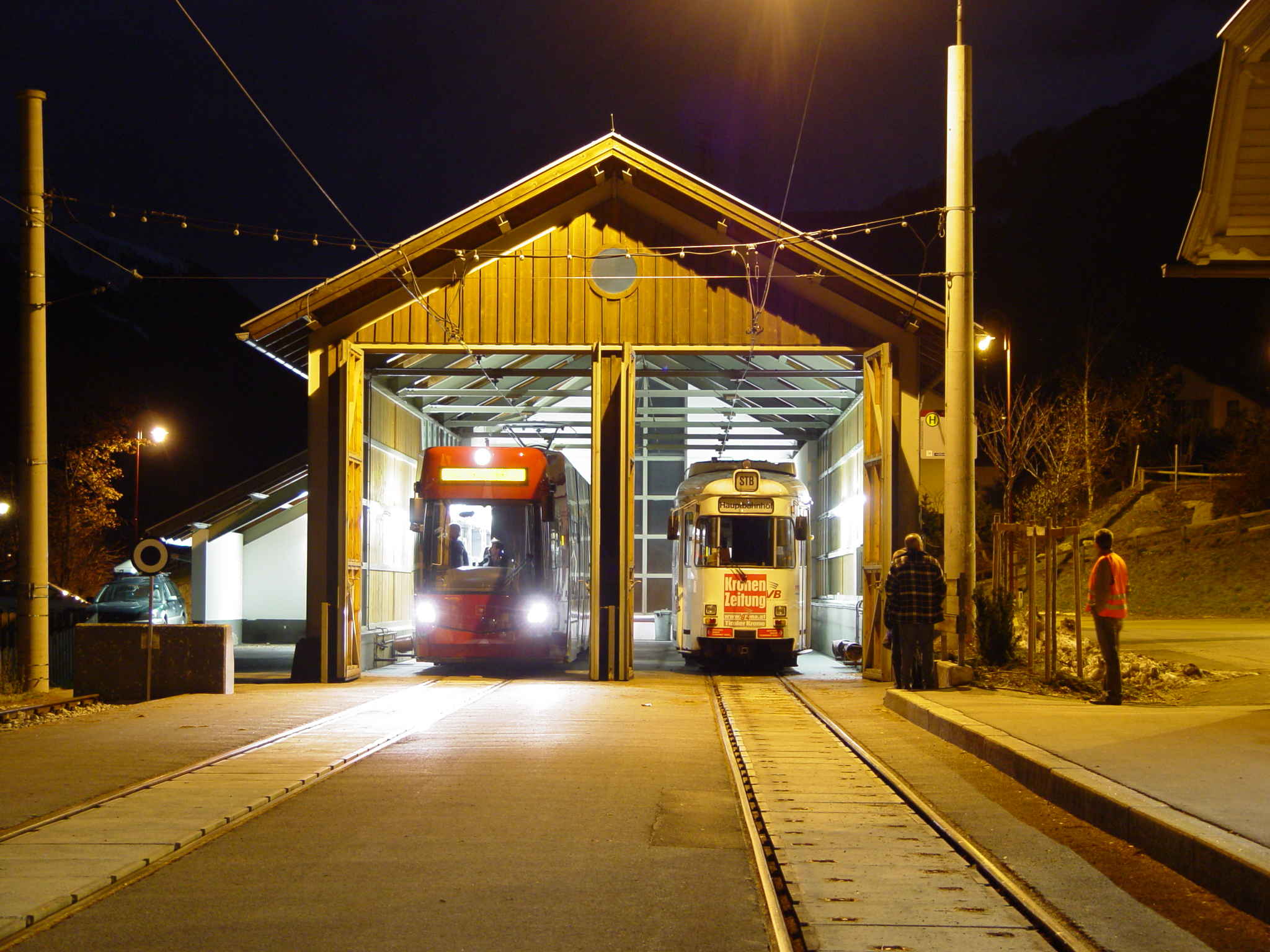
Remise im Bahnhof Fulpmes

Der Bahnhof wurde am 1. August 1904 mit Fertigstellung der Stubaitalbahn eröffnet. Er verfügte seit Anfang an über drei Gleise, die von 1 bis 3 durchnummeriert sind, und so wie auf der Stubaitalbahn üblich, das in Fahrtrichtung Fulpmes betrachtet am weitesten links gelegene Gleis mit der niedrigsten Nummer versehen ist. Bei der Eröffnung verfügte der Bahnhof am Gleis 2 über einen Remisenstand, in dem ein Triebwagen Platz fand, eine Parallelweiche, mittels der man von Gleis 1 auf Gleis 2 wechseln konnte, sowie das heute noch fast unverändert erhaltene Aufnahmsgebäude an der Riehlstraße 34 mit angebauter Gastronomie.
Die Parallelweiche wurde in den 1950er Jahren ausgebaut, da die Weichen für die Ausweiche Hölltal gebraucht wurden. Seitdem wird in Fulpmes durch Schwerkraftverschub umgesetzt, da keine Wendeschleife vorhanden ist. Der Triebwagen schiebt dabei die Beiwagen in die Steigung der Bahnhofseinfahrt, weicht dabei auf ein Bahnhofsgleis aus, und die Beiwagen werden auf ein anderes Gleis abgerollt. Der Triebwagen kuppelt anschließend auf der anderen Seite der Beiwagen wieder an.
Mit der Umstellung auf Gleichstrombetrieb wurde die ursprüngliche Remise in Fulpmes abgerissen und durch eine neue zweiständige Wagenhalle auf den Gleisen 2 und 3 ersetzt, in der bis zu 27 Meter lange Triebwagen Platz finden. Bei dem Umbau wurde Gleis 1, welches anfangs bis zum Ende der Remise führte, gekürzt.
2014 wurde ein neues Unterwerk neben der Remise errichtet, so dass die Stromversorgung von Fulpmes nicht mehr über Telfes erfolgen muss, sondern vom Bahnhof Fulpmes die Strecke ebenfalls gespeist werden kann.

## Aufnahmsgebäude
Das denkmalgeschützte Aufnahmsgebäude wurde 1903/04 nach demselben Schema wie die anderen Bahnhöfe der Stubaitalbahn, als Endbahnhof jedoch größer errichtet. Der Haupttrakt enthält im Erdgeschoß Fahrdienstleitung, Warteraum und Fahrkartenschalter und im Obergeschoß eine Dienstwohnung. Die Gleisseite ist symmetrisch mit Mittelrisalit gestaltet, dekorativ bearbeitete Holzkonsolen stützen das weit auskragende Walmdach. An den Haupttrakt schließen südlich ein offener Wartebereich und eine mittlerweile als Kiosk adaptierte Werkstatt an.

## Verkehrsanbindung
Der Bahnhof liegt an der Landesstraße 56, die in Fulpmes Riehlstraße heißt. Er ist Endpunkt der Stubaitalbahn, die stündlich über Telfes, Mutters und Natters zum Innsbrucker Hauptbahnhof verkehrt. Außerdem hält die Buslinie 590 stündlich vor dem Bahnhof und bindet Telfes, das Ortszentrum und Neustift an (im Winter auch den Stubaier Gletscher). Ebenso hält vor dem Bahnhof die Skibuslinie 5 der Schlick 2000. Der Nightliner 590N bindet in den Nächten von Freitag auf Samstag und Samstag auf Sonntag den Bahnhof mit allen Gemeinden im Stubaital, sowie Innsbruck, an.